# Szabolcs Barna
Szabolcs Barna (Debrecen, 27 aprile 1996) è un ex calciatore ungherese, di ruolo difensore.

## Caratteristiche tecniche
È un terzino sinistro.

## Carriera

### Club
Cresciuto nelle giovanili del Debrecen, ha esordito in prima squadra il 13 novembre 2013 in occasione del match di Magyar labdarúgó-ligakupa perso 4-2 contro il Mezőkövesd-Zsóry.

### Nazionale
Ha giocato nella nazionale ungherese Under-21.